# Воядзис, Йоргос
Йо́ргос Воядзи́с (греч. Γιώργος Βογιατζής, английский вариант имени — Йо́рго Вояджи́с (англ. Yorgo Voyagis, также встречается написание Yorgo Vogiatzis, George Voyadjis, Jorgos Voyagis, Yorgo Voyatgis, Yorgo Voyatzis); род. 6 декабря 1945, Афины, Греция) — греческий актёр, известный по фильмам «Грек Зорба» (1964), «Последняя долина» (1971), «Хроника огненных лет» (1975), «Иисус из Назарета» (1977), «Джулия и Джулия» (1987), «Неистовый», «Тайна личности Борна» (1988) и «Гора мужества» (1990), а также по мини-сериалу «Одиссея» (1997).

## Биография

### Личная жизнь
От брака с актрисой, певицей и моделью Надей Кассини имеет дочь Кассандру Вояджис (р. 1977).
С 2005 года женат на Диане Скортис.
Имеет сына Уильяма Вояджиса (р. 1995).

## Фильмография
- 1964 — Грек Зорба — Павло
- 1967 — Το πρόσωπο της Μέδουσας
- 1967 — Killer Kid — Пабло
- 1968 — Giarrettiera Colt — Бенито Хуарес/Карлос
- 1968 — L’età del malessere
- 1969 — Cuore di mamma — Карло
- 1970 — The Adventurers — El Lobo
- 1971 — Последняя долина — Пирелли
- 1974 — Неистовый Роланд — Cloridano
- 1975 — Хроника огненных лет — Ахмед
- 1977 — Иисус из Назарета — Иосиф
- 1977 — Новые чудовища
- 1978 — Nero veneziano — Дан
- 1981 — Tutta da scoprire — Ники
- 1981 — L’assistente sociale tutto pepe
- 1982 — Sarâb — мамлюк
- 1982 — Eccezzziunale… veramente — Славо
- 1982 — Sesso e volentieri
- 1982 — La casa stregata — Омар
- 1983 — Ο στόχος — Тасос Серетис
- 1983 — Capitaine X — Исмет
- 1984 — Маленькая барабанщица — Иосиф
- 1986 — Naso di cane — Ахилл Аммирато
- 1986 — Il boss
- 1987 — Nel gorgo del peccato — Артуро Леонетти
- 1987 — Полиция Майами: Отдел нравов — Александр Дикстра
- 1987 — Джулия и Джулия — Гоффредо
- 1988 — The Fortunate Pilgrim — Тони
- 1988 — Неистовый — киднеппер
- 1988 — Тайна личности Борна — Карлос Шакал
- 1988 — Носферату в Венеции — д-р Барневал
- 1989 — Чайна-Бич — Тёрнер
- 1989 — Rouge Venise — Торелли
- 1990 — Grandi Cacciatori
- 1990 — Гора мужества — синьор Бонелли
- 1991 — Η αγάπη της γάτας — детектив Зарас
- 1993 — Vortice mortale — Юрий Петков
- 1993 — Агент по имени Далила — Алек Кашариан
- 1993 — L’ispettore anticrimine
- 1996 — Terre indigo
- 1997 — Одиссея — Агамемнон
- 1997 — Sous les pieds des femmes
- 1997 — Tzivaeri — Антонис
- 1999 — Guardami — отец Нины
- 2000 — Der arabische Prinz
- 2000 — Ύστερα ήρθαν οι μέλισσες — Статис Хорафас
- 2001 — I cavalieri che fecero l’impresa — Исакко Сатас
- 2001 — Beautiful People
- 2002 — L’inverno — Густаво
- 2002 — Lilly’s Story — Джордж
- 2002 — Унесённые — капитан
- 2003—2004 — Leni — Петрос
- 2004 — Signora — Базилио
- 2004—2005 — Αρχιπέλαγος — Стратис
- 2006 — Αν μ'αγαπάς
- 2007 — Γιούγκερμαν
- 2007—2008 — Medicina generale — Витторио Польяни
- 2010 — Police District — Аввокато Бальзамо
- 2011 — Χωρίς σύνορα — Танасис
- 2012 — Il tredicesimo apostolo: Il prescelto — падре Алонсо
- 2012 — Одиннадцатое сентября 1683 года — Абул
- 2013 — Amaro amore — Йорго
- 2014 — Papou — Арчи Кацанатопулос
- 2014 — Il tredicesimo apostolo: La rivelazione — падре Алонсо
- 2014 — Πρόμαχος — Йоргос Кадмос
- 2017 — Dove non ho mai abitato — Тео